# هفتتششمه جهانشاه (مقاطعة غيلانغرب)
هفتتششمه‌جهانشاه (بالفارسية: هفت‌چشمه‌جهانشاه) هي قرية تقع في كرمانشاه في إيران. يقدر عدد سكانها بـ 101 نسمة بحسب إحصاء 2016.